# Падот на Византија
Падот на Византија (Падіння Візантії) — македонський рок-гурт заснований в жовтні 1983 року у Скоп’є. Спочатку гурт грав експериментальний пост-панк, але незабаром змінили звучання на дарквейв/готик-рок, з елементами візантійської музики та церковно-слов'янського співу.
Гурт примітний тим, що став своєрідним стартовим майданчиком для Горана Трайкоскі, який був басистом і вокалістом колективу, але покинув його у червні 1985 задля того, щоб як бас-гітарист узяти участь у Другому Одкровенні Мізара, а трохи згодом заснувати гурт Анастасија.

## Музика колективу
Падот на Византија, на початку своєї кар'єри створював музику під впливом панк-гуртів Killing Joke, Dead Kennedys та ін. Але досить швидко гурт змінив своє звучання — воно стало похмурішим, готичнішим (напевно, вже під впливом гуртів Joy Division, Bauhaus та інших), з певними домішками церковно-слов'янського співу, візантійських мотивів і традиційної народної македонської музики.

## Склад
З жовтня 1983. до весесня 1984. року Падот мав наступний склад:
- Горан Трайкоскі — бас-гітара і вокал
- Кліме Ковачевскі — гітара
- Шпенд Ібрагім — барабани

В період з жовтня 1984. до остаточного припинення існування колективу у червні 1985.року, формація мала такий склад:
- Горан Трайкоскі — вокал
- Самі Ібрагім — бас-гітара
- Шпенд Ібрагім — барабани
- Зоран Дабич — гітара

## Пісні
За два роки свого існування, Падот на Византија не змогли підготувати матеріал для повноформатного альбому. Тим не менш їхні пісні час від часу з'являлись на різних збірниках, які видавались в СФРЮ:
- «Прекрасна ноќ над Југославија» (англ. Night over Yugoslavia)
- «Касеташ пушта Поп» (англ. The cassete played Poptones)
- «Македонски Документ» (англ. The Macedonian Document)

## Після розпаду
Поза музикою, колишній гітарист гурту Зоран Дабич мав довгу кар'єру в старшого дипломата і зараз працює директором з питань колективної системи безпеки в Міністерстві закордонних справ Республіки Македонія.
Горан Трайковскі засновав у 1990 році гурт Анастасија — один з найвідоміших македонських гуртів, який у 1994 році написав музику до фільму «Перед дощем».

## Концерти
Падот на Византија за свою коротку кар'єру, інтенсивно гастролювали по території тодішньої Югославії. Концертні записи з тих виступів залишаються єдиним свідченням про творчість колективу. Міста, в яких вони виступали:
- Скоп’є
- Куманово
- Штип
- Ніш
- Баня Лука
- Сараєво
- Загреб